# Тихон (Софийчук)
Митрополи́т Ти́хон (в миру Василий Николаевич Софийчук; 1 января 1965, город Сторожинец, Сторожинецкий район, Черновицкая область) — архиерей Украинской православной церкви (Московского Патриархата).

## Биография
В 1982 года окончил Черновицкую среднюю школу № 7, после чего поступил в Черновицкий государственный университет на общетехнический факультет по специальности «Радиотехника».
С 1983 по 1986 годы проходил военную службу в рядах Военно-морского флота, после чего продолжил обучение в Черновицком государственном университете. После работал инженером на заводе «Гравитон» в Черновцах.
В 1991 году поступил в Киевскую духовную семинарию, которую окончил в 1993 году и тогда же поступил в Киевскую духовную академию (КДАИС).
20 марта 1996 года в Киево-Печерской лавре в Дальних пещерах в храме преподобного Феодосия Печерского пострижен в мантию с именем Тихон, в честь святителя Тихона патриарха Московского и всея Руси.
31 марта 1996 года в трапезном храме Киево-Печерской лавры рукоположён в сан иеродиакона.
2 июня 1996 года, в день Святой Троицы, в Успенском соборе Киево-Печерской лавры рукоположён в сан иеромонаха.
9 декабря 1996 года назначен настоятелем храма Спаса на Берестове.
В 1997 году окончил Киевскую духовную академию со степенью кандидата богословия.
В 1997 году ко дню Святой Пасхи награждён наперсным крестом.
В 1998 году ко дню Святой Пасхи возведён в сан игумена.
С 1995 по 1998 год исполнял послушание заведующего заочного сектора КДАИС. Одновременно с 1995 по 2001 год исполнял послушание члена редакционной коллегии в журнале «Православный вестник» и «Церковной православной газете».
С 1996 по 2001 год нёс послушание ответственного секретаря редакционной коллегии «Трудов КДА» и преподавал в Киевских духовных школах нравственное богословие, каноническое право и аскетику.
В 2001 году назначен скитоначальником скита Церковщина от Свято-Покровской Голосеевской пустыни.
30 декабря 2005 года награждён правом ношения креста с украшениями.
В 2010 году к празднику Рождества Христова возведён в сан архимандрита.
26 февраля 2010 года решением Священного синода УПЦ был утверждён наместником мужского монастыря в честь Рождества Пресвятой Богородицы в урочище Церковщина.
24 декабря 2014 года был назначен председателем Комиссии по канонизации святых Киевской епархии УПЦ.

## Архиерейство
18 октября 2016 года решением Священного Синода УПЦ был назначен епископом Гостомельским, викарием Киевской митрополии.
12 ноября 2016 года в Пантелеимоновском монастыре в Феофании митрополит Киевский и всея Украины Онуфрий (Березовский) возглавил чин наречения архимандрита Тихона во епископа Гостомельского, викария Киевской митрополии.
9 декабря 2016 года в трапезном храме Свято-Успенской Киево-Печерской Лавры состоялась архиерейская хиротония архимандрита Тихона во епископа Гостомельского, которую возглавил митрополит Киевский и всея Украины Онуфрий (Березовский).
4 января 2018 года в связи с реорганизацией викариатств Киевской епархии «с целью эффективного церковно-административного управления приходами» назначен управляющим Ирпенского викариатства в составе Белгородского, Бучанского, Ирпенского благочиний епархии.
17 августа 2023 года в храме преподобного Агапита Печерского Киево-Печерской лавры предстоятелем УПЦ митрополитом Киевским и всея Украины Онуфрием (Березовским) возведён в сан архиепископа.
17 августа 2024 года возведён в сан митрополита.

## Публикации
- Внутренняя целостность и Богопознание // Труды Киевской духовной академии. М., 1999. № 2. стр. 59-134.